# Jakub Vrána (lední hokejista)
Jakub Vrána (* 28. února 1996, Praha) je český hokejový útočník (křídlo) momentálně hrající v týmu Nashville Predators v NHL a za Český Národní tým.

## Hráčská kariéra

### Česko
Svou hokejovou kariéru začal v rodné Praze. První hokejové krůčky udělal na Slavii, odkud později odešel do Letňan, kde se pod vedením trenéra Zbyňka Zavadila stal jedním z největších talentů českého hokeje za poslední dobu. Tam hrál hlavně v mládežnických výběrech a už ve 14 letech hrál v kategorii do 18 let, kde si ve 26 zápasech připsal 29 bodů. Po sezóně 2010/11 chtěl odejít hrát někam do zahraničí, aby se dále mohl ve svých dovednostech zlepšovat. Nejvíce se mu líbila myšlenka odejít do Švédska, které je svou prací s mládeží vyhlášené. Po dohodě se svým agentem si vybral Linköping.

### Švédsko
Tam se dostal v létě roku 2011 a i když pořádně neuměl švédsky ani anglicky dostal od Linköpingu smlouvu na dobu neurčitou. Dne 24. září 2011 jako patnáctiletý také debutoval v týmu do 20 let v nejvyšší švédské juniorské soutěži SuperElit, kde hned na úvod dostal šanci si zahrát v prvním útoku. Svůj první gól v téhle juniorské věkové kategorii vstřelil v březnu 2012 proti týmu Rögle BK. Celou sezónu 2011/12 se většinou pohyboval mezi juniorskými soutěžemi do 16 a 18 let. V soutěži osmnáctiletých si držel v průměru bod na zápas, později to bylo ještě lepší. Následující sezónu odehrál hlavně v týmu dvacítky, kde se s 32 body v tolika utkáních stal nejlepším střelcem svého týmu za 20 branek. Ještě však předtím 27. října 2012 debutoval v seniorském výběru Linköpingu v nejvyšší švédské soutěži Elitserien, kde vytvořil druhou útočnou řadu společně s Mattiasem Weinhandlem a Jonasem Almtorpem. Ve věku 16 let, 7 měsíců a 30 dní se tak stal nejmladším cizincem v historii ligy, devátým nejmladším hráčem v historii soutěže a nejmladším hráčem v historii klubu. Do konce sezóny stačil odehrát pět utkáni, ve kterých si nepřipsal ani bod. V sezóně 2013/14
byl Vrána vybrán v prvním kole draftu KHL 2013 na 23. pozici klubem HK Sibir Novosibirsk, ačkoliv předpokládal, že si ho spíše vybere český tým HC Lev Praha. Namísto možnosti jít hrát do Ruska, se ale rozhodl podepsat novou tříletou smlouvu s Linköpingem. Svého prvního gólů se dočkal 25. ledna 2014 proti týmu MODO Hockey, kdy po přihrávce od Erika Lindhagena ujížděl sám na brankáře Linuse Ullmarka a forhendovou kličkou ho překonal. S klubem se dokázal probojovat až do semifinále playoff, ve kterém však narazili na pozdějšího vítěze Skellefteu AIK, se kterou prohráli v sérii 1:4. I tak to pro Vránu byla dobrá sezóna, protože si dohromady v 38 zápasech připsal 5 bodů za 3 branky a 2 asistence (počítáno spolu s playoff).

### Začátky v zámoří

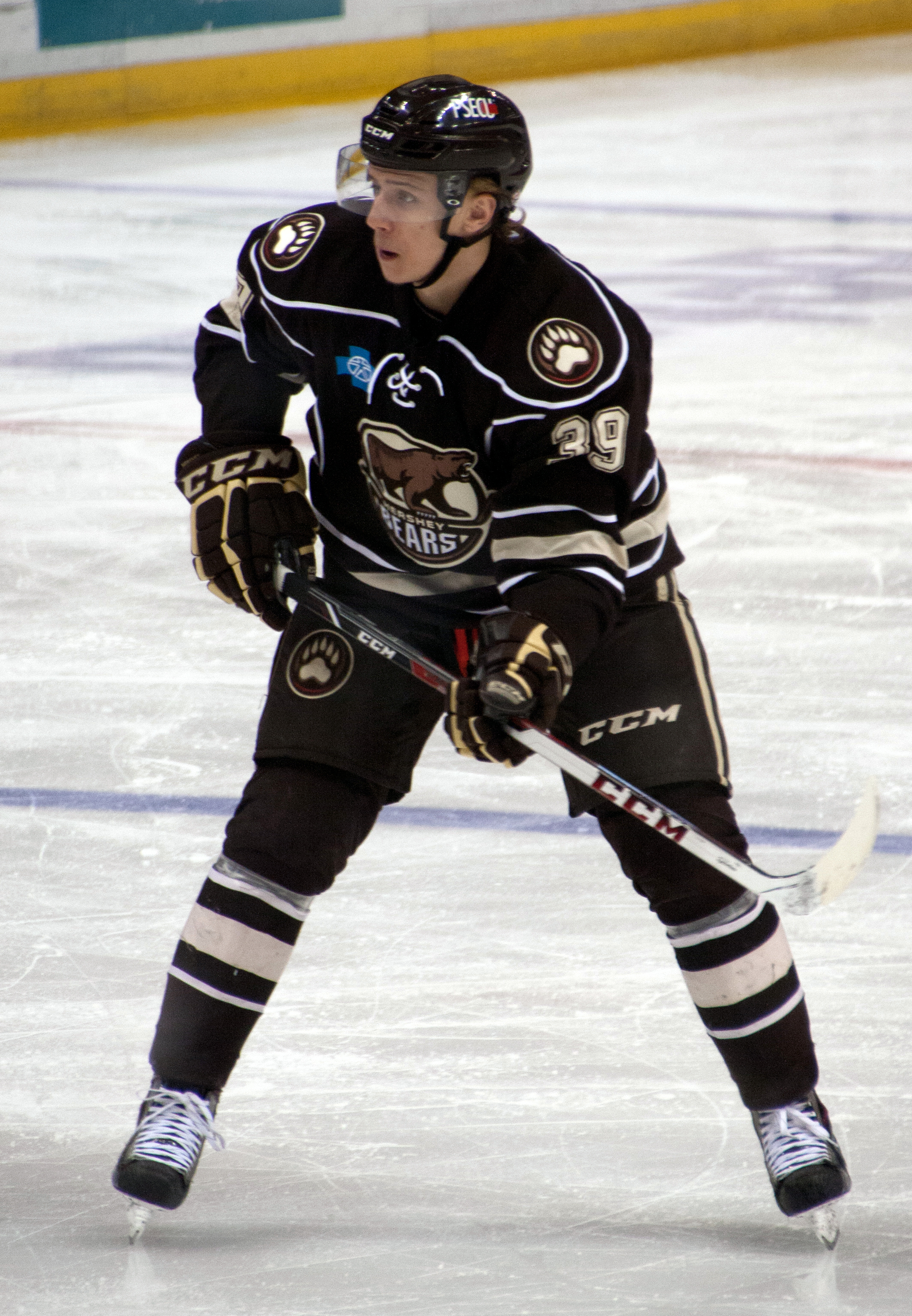
Vrána v dresu Hershey Bears (2015)

V draftu NHL, který se měl konat na konci června, mu skauti většinou přisuzovali jedno z předních míst z hráčů hrajících v Evropě. Proto se taky čekalo, že by měl být draftován už v 1. kole. Což se taky následně potvrdilo, když byl dne 27. června 2014 draftován v prvním kole jako 13. celkově týmem Washington Capitals. Na následném kempu nováčků Washingtonu, který se konal těsně po draftu, se ukázal v dobrém světle, když například v soutěži nájezdů předvedl bekhendovou fintu, která se dostala do povědomí hokejové veřejnosti. Díky výkonům z kempu podepsal 15. července 2014 s Capitals tříletou nováčkovskou smlouvu, která mu v případě, že se neprosadí do hlavního týmu, umožňovala návrat zpátky do Švédska. Možnost návratu nakonec využil, protože se v přípravném kempu Washingtonu neprobojoval do elitních dvou formací a vedení klubu se jej tak rozhodlo uvolnit zpět do Linköpingu.

### Reprezentace
Na velké akci za českou hokejovou reprezentaci poprvé debutoval na MS do 18 let v roce 2012 v Česku, když byl ve věku 15 let, zdaleka nejmladším hráčem Čechů. Čtyřmi góly a stejným počtem asistencí byl spolu s Dominikem Simonem nejproduktivnějším hráčem svého týmu, který obsadil konečné osmé místo. Ve věku 16 let byl nejmladším hráčem juniorském šampionátu v Rusku. S týmem došel do čtvrtfinále, ve kterém nestačil na pozdějšího vítěze USA, Vrána na šampionátu zaznamenal jeden bod za asistenci. Na MS do 18 let v roce 2013 pomohl dvěma góly mužstvu ke konečnému 7. místu po porážce ve čtvrtfinále s Kanadou. Na MSJ v roce 2014 ve Finsku pomohl gólem a asistencí svému týmu k postupu do čtvrtfinále, ve kterém ale český výběr nestačil na domácí Finsko. Na juniorském šampionátu do 18 let v roce 2014 konaném na území Finska vybojoval s týmem stříbrné medaile, když byl s deseti body nejproduktivnějším hráčem svého mužstva a s osmi brankami také nejlepším střelcem turnaje.
V seniorské reprezentaci debutoval na mistrovství světa v ledním hokeji 2019 v Bratislavě a Košicích. Při svém prvním zápase proti švédské reprezentaci (10. 5. 2019) vstřelil dvě branky.

## Prvenství
- Debut v NHL – 1. prosince 2016 (Washington Capitals proti New York Islanders)
- První gól v NHL – 9. prosince 2016 (Buffalo Sabres proti Washington Capitals, švédskému brankáři Robin Lehner)
- První asistence v NHL – 13. prosince 2016 (New York Islanders proti Washington Capitals)
- První hattrick v NHL – 3. listopadu 2019 (Washington Capitals proti Calgary Flames)

### Klubové statistiky
| Sezóna      | Klub                     | Soutěž      |     | Základní část | Základní část | Základní část | Základní část | Základní část |   | Play off | Play off | Play off | Play off | Play off |
| Sezóna      | Klub                     | Soutěž      | Z   | G             | A             | B             | TM            | Z             | G | A        | B        | TM       |          |          |
| 2009/10     | HC Letci Letňany U16     | EMD         | 17  | 4             | 1             | 5             | 2             | —             | — | —        | —        | —        |          |          |
| 2010/11     | HC Letci Letňany U16     | EMD         | 18  | 28            | 15            | 43            | 30            | —             | — | —        | —        | —        |          |          |
| 2010/11     | HC Letci Letňany U18     | ESD         | 26  | 19            | 10            | 29            | 10            | —             | — | —        | —        | —        |          |          |
| 2011/12     | Linköpings HC U20        | J20         | 3   | 1             | 0             | 1             | 2             | —             | — | —        | —        | —        |          |          |
| 2012/13     | Linköpings HC            | SHL         | 5   | 0             | 0             | 0             | 0             | —             | — | —        | —        | —        |          |          |
| 2012/13     | Linköpings HC U20        | J20         | 32  | 20            | 12            | 32            | 49            | 5             | 1 | 0        | 1        | 0        |          |          |
| 2013/14     | Linköpings HC            | SHL         | 24  | 2             | 1             | 3             | 2             | 14            | 1 | 1        | 2        | 6        |          |          |
| 2013/14     | Linköpings HC U20        | J20         | 24  | 14            | 11            | 25            | 26            | —             | — | —        | —        | —        |          |          |
| 2014/15     | Linköpings HC            | SHL         | 44  | 12            | 12            | 24            | 12            | 11            | 4 | 1        | 5        | 2        |          |          |
| 2014/15     | Hershey Bears            | AHL         | 3   | 0             | 5             | 5             | 0             | 10            | 2 | 4        | 6        | 2        |          |          |
| 2015/16     | Hershey Bears            | AHL         | 36  | 16            | 18            | 34            | 20            | 21            | 8 | 6        | 14       | 2        |          |          |
| 2016/17     | Washington Capitals      | NHL         | 21  | 3             | 3             | 6             | 2             | —             | — | —        | —        | —        |          |          |
| 2017/18     | Washington Capitals      | NHL         | 73  | 13            | 14            | 27            | 12            | 23            | 3 | 5        | 8        | 2        |          |          |
| 2018/19     | Washington Capitals      | NHL         | 82  | 24            | 23            | 47            | 27            | 7             | 0 | 0        | 0        | 6        |          |          |
| 2019/20     | Washington Capitals      | NHL         | 69  | 25            | 27            | 52            | 18            | 7             | 0 | 0        | 0        | 2        |          |          |
| 2020/21     | Washington Capitals      | NHL         | 39  | 11            | 14            | 25            | 8             | —             | — | —        | —        | —        |          |          |
| 2020/21     | Detroit Red Wings        | NHL         | 11  | 8             | 3             | 11            | 2             | —             | — | —        | —        | —        |          |          |
| 2021/22     | Detroit Red Wings        | NHL         | 26  | 13            | 6             | 19            | 16            | —             | — | —        | —        | —        |          |          |
| 2022/23     | Detroit Red Wings        | NHL         | 5   | 1             | 1             | 2             | 0             | —             | — | —        | —        | —        |          |          |
| 2022/23     | Grand Rapids Griffins    | AHL         | 17  | 6             | 5             | 11            | 4             | —             | — | —        | —        | —        |          |          |
| 2022/23     | St. Louis Blues          | NHL         | 20  | 10            | 4             | 14            | 10            | —             | — | —        | —        | —        |          |          |
| 2023/24     | St. Louis Blues          | NHL         | 21  | 2             | 4             | 6             | 8             | —             | — | —        | —        | —        |          |          |
| 2023/24     | Springfield Thunderbirds | AHL         | 42  | 16            | 20            | 36            | 54            | —             | — | —        | —        | —        |          |          |
| SHL celkově | SHL celkově              | SHL celkově | 73  | 14            | 13            | 27            | 14            | 25            | 5 | 2        | 7        | 8        |          |          |
| NHL celkově | NHL celkově              | NHL celkově | 367 | 110           | 99            | 209           | 103           | 38            | 3 | 5        | 8        | 10       |          |          |

## Reprezentační statistika
| Rok                       | Tým                       | Soutěž                    | Z  | G  | A | B  | TM |
| ------------------------- | ------------------------- | ------------------------- | -- | -- | - | -- | -- |
| 2012                      | Česko 17                  | WHC-17                    | 5  | 2  | 0 | 2  | 4  |
| 2012                      | Česko 18                  | MS18                      | 6  | 4  | 4 | 8  | 4  |
| 2013                      | Česko 20                  | MSJ                       | 6  | 0  | 1 | 1  | 2  |
| 2013                      | Česko 18                  | MS18                      | 5  | 2  | 0 | 2  | 2  |
| 2014                      | Česko 20                  | MSJ                       | 5  | 1  | 1 | 2  | 2  |
| 2014                      | Česko 18                  | MS18                      | 7  | 8  | 2 | 10 | 4  |
| 2015                      | Česko 20                  | MSJ                       | 5  | 2  | 1 | 3  | 2  |
| 2019                      | Česko                     | MS                        | 9  | 4  | 1 | 5  | 0  |
| 2021                      | Česko                     | MS                        | 7  | 2  | 2 | 4  | 4  |
| 2022                      | Česko                     | MS                        | 10 | 1  | 0 | 1  | 4  |
| Juniorská kariéra celkově | Juniorská kariéra celkově | Juniorská kariéra celkově | 39 | 19 | 9 | 28 | 20 |
| Seniorská kariéra celkově | Seniorská kariéra celkově | Seniorská kariéra celkově | 26 | 7  | 3 | 10 | 8  |